# Cerkiew Zaśnięcia Najświętszej Maryi Panny w Perkowiczach
Cerkiew Zaśnięcia Najświętszej Maryi Panny w Perkowiczach – prawosławna cerkiew parafialna w Perkowiczach. Należy do dekanatu drohiczyńskiego eparchii brzeskiej i kobryńskiej Egzarchatu Białoruskiego Patriarchatu Moskiewskiego. Zabytek architektury późnego klasycyzmu. Znajduje się w zachodniej części wsi, na południe od pałacu Wysłouchów.

## Historia
Pierwsza cerkiew w Perkowiczach pod wezwaniem Wniebowzięcia Najświętszej Maryi Panny była wzniesiona przez obywatela Perkowicz, współtwórcę twórcę unii brzeskiej, biskupa Cyryla Terleckiego. Była drewniana na podmurówce, z krużgankiem. Posiadała dwie niewysokie wieże i kopułę nad prezbiterium. Były tam trzy ołtarze, wspaniale zdobione, piękne wrota cerkiewne, rzeźby i inne cenne wyposażenie. Tu został pochowany w 1607 roku biskup Terlecki. W zawieruchach wojennych XVII wieku cerkiew uległa znacznemu zniszczeniu, a cenne wyposażenie zginęło.
Cerkiew w obecnym kształcie ufundował około 1770 roku Zenon Wysłouch, podkomorzy brzeski. Dokończył ją i ozdobił jego syn, Wiktor. Do nowej cerkwi uroczyście przeniesiono szczątki biskupa Terleckiego i członków jego rodziny. Tu też został pochowany w 1805 roku Zenon Wysłouch, a wcześniej jego żona Honorata z Orzeszków. W cerkwi spoczął także Wiktor i jego dwie żony. Jak wiadomo z ustnych przekazów, szczątki zostały w 1939 roku wyrzucone, a krypta zamurowana. Do lat 70. XX w. szczątki biskupa przechowywano w krypcie. Obecnie nagrobek Terleckiego znajduje się w Muzeum Starożytnej Kultury Białoruskiej w Mińsku.
Po rozwiązaniu unii świątynia została przekazana wyznawcom prawosławia.
W 1961 roku kościół zamknięto, jednak w 1990 roku staraniem miejscowych mieszkańców został odrestaurowany.

## Architektura
Świątynię zaprojektowano w dużych monumentalnych formach. Jednonawowa prostokątna bryła została przykryta dachem dwuspadowym z biodrem nad ścianą ołtarza. Dach wykończony jest na krawędziach drewnianymi ośmiokątnymi kopułami. Główne łukowe wejście wyróżnia się cztero-półkolumnowym portykiem z trójkątnym frontonem, który rytmicznie łączy się z drewnianym frontonem dachu. Elewacje boczne przedzielone są wysokimi łukowymi otworami okiennymi i masywnymi parami pilastrów.

We wnętrzu ściany pokrywają szerokie, sparowane pilastry. W południowej części znajduje się chór wsparty na 2 masywnych pylonach. W ogólnej przestrzeni sali boczna prostokątna zakrystia podkreśla kwadratową apsydę podkreśloną trójpoziomowym ikonostasem.

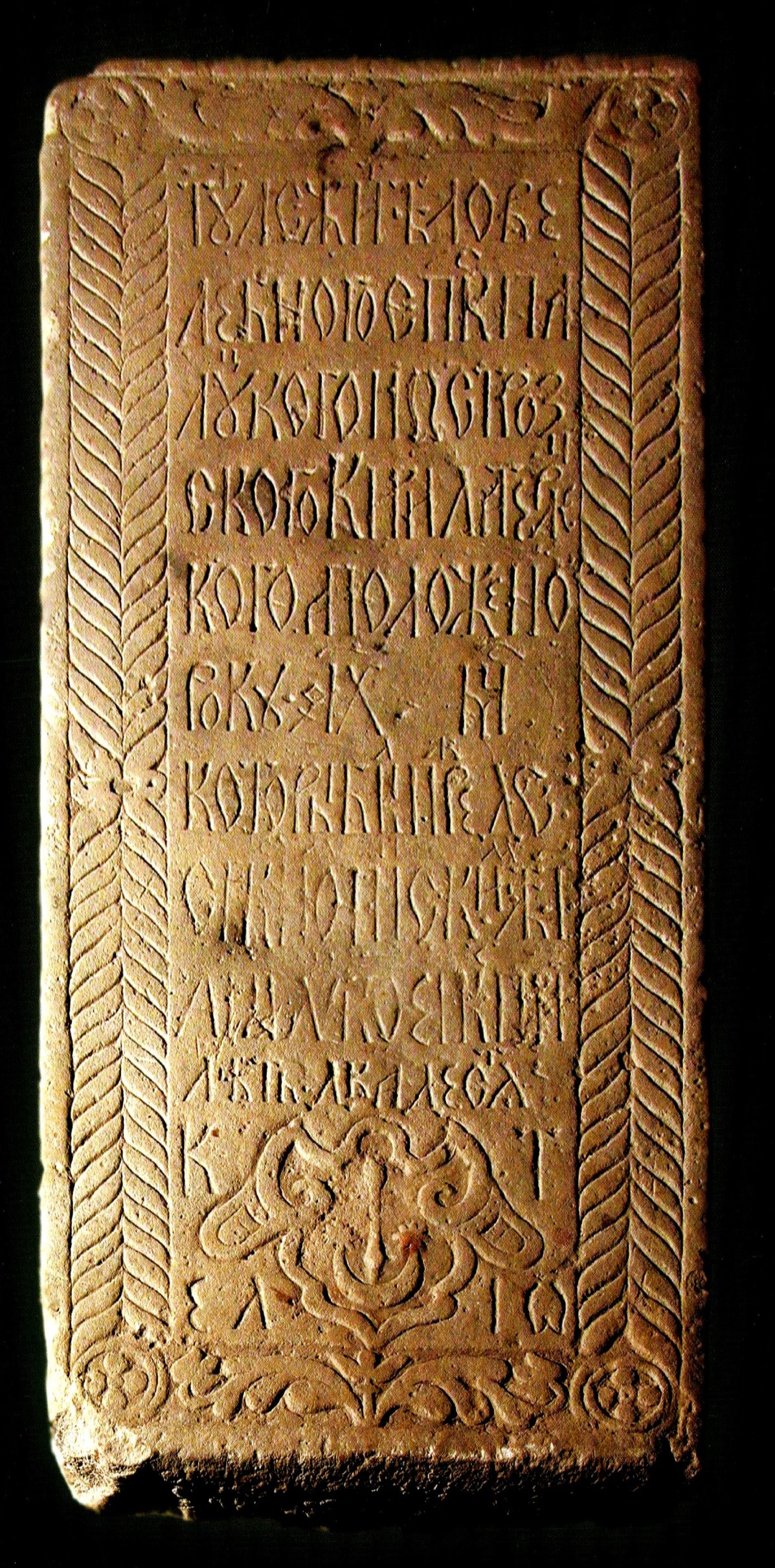
Nagrobek Cyryla Terleckiego